# Salva (formaggio)
Il Salva Cremasco è un formaggio DOP vaccino da tavola, a pasta cruda, a crosta lavata, ed a media o lunga stagionatura, tradizionalmente consumato nella pianura lombarda centrale, e prodotto in particolare nel cremasco, nella bassa bergamasca e nella pianura bresciana.
Si può produrre anche in provincia di Lecco, Lodi e Milano. Il Salva Cremasco ha molte somiglianze con il Quartirolo Lombardo, da cui si differenzia per la maggiore complessità aromatica e la più lunga stagionatura.
È incluso nell'elenco dei prodotti DOP, IGP e STG pubblicato dal Ministero delle politiche agricole alimentari e forestali.

## Origine del nome
Il suo nome deriva dall'uso tradizionale di salvare il latte delle abbondanti produzioni primaverili, quando iniziava la raccolta dei foraggi, impiegandolo nella produzione di un formaggio da conservare anche oltre l'estate. Si denomina cremasco nonostante sia più spesso prodotto altrove, perché Crema è stata il principale luogo di commercio e di consumo delle forme, così come è accaduto per altri formaggi (es. Bra, Gorgonzola).

## Storia
La sua origine risale al XVII e al XVIII secolo, quando è già possibile riconoscere su alcune formelle decorative il profilo del formaggio, che si presenta come un parallelepipedo, con una crosta sottile e una pasta con occhiatura quasi assente e un colore bianco paglierino. Il Salva ha uno stretto rapporto con la stagionale transumanza che i bergamini, casari e mandriani allo stesso tempo, intraprendevano con le loro vacche, scendendo dai paesi delle valli bergamasche e bresciane verso le cascine della pianura in autunno, e facendovi ritorno in primavera. Durante questi viaggi il latte in eccesso, particolarmente abbondante in primavera, veniva convertito in strachì da salva (stracchino di salva), probabilmente strachi da salvà con l'accento sulla a che diventa "stracchino da salvare" dando una interpretazione al termine Salva che in tutto questo contesto non è stato ben definito, in modo da poter essere conservato nella stagione calda. Pare che il condottiero Bartolomeo Colleoni ne fosse ghiotto, tanto da farsene consegnare alcune forme durante le sue ispezioni militari alle fortificazioni cremasche.
Il salva cremasco fa parte della famiglia degli stracchini.

## Produzione
Per la sua produzione viene impiegato latte intero. La sua coagulazione, a 36 °C, dura 30 minuti, indi la cagliata viene spezzettata in minuscoli frammenti due volte. Infine, la massa ottenuta viene posta a stufatura per 8-16 ore in ambiente umido. La stagionatura dura 3-5 mesi (in questo caso ha un gusto aromatico e fragrante) oppure 8-12 mesi, acquisendo così un profumo più intenso. Esistono rare forme stagionate fino a 36 mesi. A volte la crosta è aromatizzata con vinacce.
La forma è parallelepipeda con faccia piana quadrata da 11/13 o 17/19 cm di lato e scalzo diritto da 9 a 15 cm; il peso medio per forma varia da 1,3 a 5 kg. La crosta viene lavata con acqua e sale, e per i formaggi stagionati a lungo, oliata, un tempo con olio di lino. Si sviluppano così alcune caratteristiche muffe gialline, che penetrando nella crosta aumentano gli aromi del formaggio.
Il 21 novembre 2002 è stato costituito il Consorzio per la Tutela del Salva Cremasco, ed il formaggio ha ottenuto in seguito la DOP, per la sua tipicità e la documentata tradizione produttiva. Il formaggio si riconosce, oltre che per la sua forma cubica o parallelepipeda, per il marchio a lettere maiuscole S C inciso su una faccia.

## Salva e "tighe"
Il più tipico uso di questo formaggio cremasco è il Salva con le tighe (peperoncini lombardi verdi sotto aceto). Si taglia il salva in piccoli cubi, accostandoli a listelle di tighe private dei semi e tagliate grossolanamente. Si condisce con pepe e un filo di olio d'oliva. Secondo i gusti lasciar riposare per far insaporire, non eccedere in quanto l'olio fa macerare il formaggio.

## Altre ricette
Il salva può essere utilizzato anche in una varietà di altri piatti, che spaziano dagli antipasti ai dolci, passando per primi e secondi piatti. Una versione molto popolare, nei ristoranti del cremasco, è il salva in crosta, fra le più apprezzate varianti, il pane è sostituito da scaglie di patata.